# Élections au Parlement de Catalogne de 2010
Les élections au Parlement de Catalogne de 2010 (en catalan : Eleccions al Parlament de Catalunya de 2010, en espagnol : Elecciones al Parlamento de Cataluña de 2010, en occitan : Eleccions ath Parlament de Catalonha de 2010) se tiennent le dimanche 28 novembre 2010, afin d'élire les 135 députés de la IXe législature du Parlement de Catalogne pour un mandat de quatre ans.
Le scrutin est organisé après quatre ans de pouvoir d'une coalition de gauche et quelques mois après que le Tribunal constitutionnel espagnol a partiellement censuré le statut d'autonomie de 2006, provoquant à l'époque la plus grande manifestation de l'histoire démocratique du territoire. La législature sortante est marquée par l'émergence d'une grave crise économique qui voit l'économie du territoire entrer en récession en raison de l'effondrement de ses secteurs-clés, ce qui conduit à une forte hausse du chômage et amène l'exécutif à adopter deux plans d'austérité budgétaire.
La victoire revient à Convergence et Union d'Artur Mas, qui rate de six sièges la majorité absolue mais dont le nombre de députés surpasse celui des trois partis alors au pouvoir. Le Parti des socialistes de Catalogne du président José Montilla réalise à ce moment-là son plus mauvais résultat historique, tandis que le Parti populaire devient, pour la première fois, le troisième groupe parlementaire catalan.
Un mois après les élections, Artur Mas se présente à l'investiture des députés mais échoue au premier tour, faute d'une majorité suffisante. Il l'emporte finalement au second tour grâce à l'abstention négociée des socialistes.

## Contexte

### Maintien de la gauche au pouvoir
Au cours des élections parlementaires anticipées du 1er novembre 2006, la fédération de partis catalanistes de centre droit Convergence et Union (CiU), conduite par le chef de l'opposition Artur Mas, remporte la majorité relative avec 48 députés. Elle devance ainsi le Parti des socialistes de Catalogne (PSC), emmené par l'ancien ministre de l'Industrie José Montilla et dont est issu le président de la Généralité sortant Pasqual Maragall, qui totalise 37 sièges et perd son statut de première force en suffrages recueillis. Encore en troisième position avec 21 parlementaires, la Gauche républicaine de Catalogne (ERC) de Josep-Lluís Carod-Rovira peut donc décider si elle permet la formation d'un gouvernement nationaliste de CiU ou d'un exécutif de gauche avec le PSC et Initiative pour la Catalogne Verts - Gauche unie et alternative (ICV-EUiA) du conseiller aux Relations institutionnelles du conseil exécutif sortant, Joan Saura (ca), qui obtient 12 députés. Enfin, si le Parti populaire (PP) de l'ancien ministre Josep Piqué stagne avec ses 14 sièges, le petit parti libéral et anti-nationaliste Ciutadans (Cs) d'Albert Rivera crée la surprise en franchissant le seuil de représentativité dans la circonscription de Barcelone et remporte ainsi trois mandats au Parlement.
Ayant rapidement écarté l'option, évoquée notamment parmi les dirigeants nationaux du Parti socialiste, de la « sociovergència » qui réunirait CiU et le PSC, José Montilla s'accorde quatre jours après le scrutin pour rééditer l'alliance tripartite (Tripartito) entre sa formation, ERC et ICV-EUiA, qui a gouverné le territoire entre décembre 2003 et mai 2006. L'accord de coalition est conclu le 16 novembre suivant et permet au chef de file socialiste d'être investi président de la Généralité par 70 voix favorables huit jours plus tard.

### Crise économique de 2008
Lors d'une séance de questions d'actualité au gouvernement célébrée en juin 2008 au Parlement, José Montilla devient le premier dirigeant socialiste à reconnaître officiellement l'existence d'une crise économique en Espagne. L'économie catalane étant dépendante à la fois du secteur de l'industrie et du bâtiment et travaux publics, l'impact de la crise y est plus fort puisque l'effondrement du secteur bancaire a un fort impact sur la construction, limitant la capacité de consommation, ce qui affecte l'activité industrielle.
Si le chômage est quasi stagnant à la fin de l'année 2007 avec seulement 4 000 demandeurs d'emplois de plus, il progresse très fortement au cours de l'année suivante dans la mesure où 157 000 Catalans de plus perdent leur emploi en 12 mois, les secteurs des services, de l'industrie et de la construction étant les plus touchés. Après que 130 000 travailleurs sont tombés en chômage en 2009, ce sont 561 000 personnes qui se trouvent inscrites en recherche d'emploi au début de l'année 2010. Au total, la Catalogne a perdu 305 000 emplois sur les années 2008 et 2009, soit 20 % du total espagnol dans ce domaine
La croissance économique de la communauté autonome est elle aussi mise à mal, puisqu'elle passe de 3,6 % du produit intérieur brut à la fin de l'année 2007 à 0,9 % un an après, l'économie régionale étant techniquement déjà entrée en récession à ce moment-là avoir trois trimestres consécutifs de recul. En 2009, les chiffres empirent encore puisque l'économie catalane se contracte de 4 %. Ainsi, l'indice de production industrielle s'effondre, chutant de 8 % en 2008 puis de 15 % en 2009, tandis que les exportations refluent de l'ordre de 18 % en 2009 après avoir stagné au cours de l'année précédente.
Le gouvernement de José Montilla réagit par l'adoption de deux plans d'austérité. D'abord en juin 2009 en adoptant une série d'économies de 900 millions d'euros afin de contenir le déficit public, qui se répartissent en 850 millions d'euros d'annulation de crédit pour les infrastructures et 50 millions d'annulation de dépenses de personnels, l'exécutif catalan renonçant à remplacer tout poste de fonctionnaire vacant d'ici la fin de l'année civile. Le président de la Généralité indique un an plus tard qu'il souscrit au plan d'économies budgétaires annoncées par le président du gouvernement espagnol José Luis Rodríguez Zapatero, prévoyant notamment une baisse de 5 % des traitements dans la fonction publique, décide également d'augmenter la partie décentralisée des hautes tranches de l'impôt sur le revenu des personnes physiques et de réduire de plus de 500 millions d'euros les investissements dans les projets de construction.

### Censure partielle du statut d'autonomie
Le 28 juin 2010, après quatre années de discussions, le Tribunal constitutionnel espagnol rend sa décision de conformité à la Constitution au sujet du statut d'autonomie de 2006. Si la haute juridiction valide en grande partie le texte, elle insiste sur l'absence d'effet juridique de la reconnaissance de la Catalogne comme « nation » dans le préambule, annule la reconnaissance du catalan comme « langue préférentielle » de la communauté autonome, vide de son contenu le conseil de la magistrature, supprime le caractère « exclusif » de la supervision des administrations publiques territoriales par le défenseur du peuple catalan (ca) et la compétence du Parlement pour établir les règles de l'autonomie financière des collectivités locales,. En réaction, le président de la Généralité appelle à « marcher ensemble, unis, tous ceux qui aiment ce pays et défendent le gouvernement autonome », tandis que l'association Òmnium Cultural convoque une grande manifestation pour le 10 juillet, à laquelle souscrivent CiU, le PSC, ERC et ICV-EUiA, seuls le PP et Cs s'y opposant. Le président du Parlement Ernest Benach évoque pour sa part « une crise d'État » puisque la sentence « brise le pacte » entre l'Espagne et la Catalogne et suppose « de claquer la porte à l'autonomie » des régions espagnoles.
Sous le thème « Nous sommes une nation. Nous décidons » (Som una nació. Nosaltres decidim), des centaines de milliers de personnes marchent dans les rues de Barcelone, surpassant en participation la Diada du 11 septembre 1977 qui revendiquait alors l'accession du territoire et considérée comme le plus grand rassemblement populaire de l'histoire démocratique du territoire. Bien que l'objectif officiel soit la défense du statut d'autonomie, plusieurs participants évoquent ouvertement la question de l'indépendance, notamment la Jeunesse nationaliste de Catalogne, organisation de jeunesse de la Convergence démocratique de Catalogne qui déploie une banderole en anglais proclamant « La Catalogne n'est pas l'Espagne ». Le président de la Généralité est pour sa part contraint de quitter le cortège de manière anticipée, en raison de l'attitude hostile d'une partie de la foule.

## Mode de scrutin
Le Parlement de Catalogne (Parlament de Catalunya) est une assemblée parlementaire monocamérale constituée de 135 députés (diputats) élu pour une législature de quatre ans au suffrage universel direct selon les règles du scrutin proportionnel d'Hondt par l'ensemble des personnes résidant dans la communauté autonome où résidant momentanément à l'extérieur de celle-ci, si elles en font la demande.
La communauté autonome de Catalogne ne s'étant pas dotée d'une loi électorale propre, la deuxième disposition transitoire du statut d'autonomie de 2006 maintient en vigueur la quatrième disposition transitoire du statut d'autonomie de 1979, qui dispose que le Parlement est élu dans les mêmes conditions que le Congrès des députés. Elle précise par ailleurs que « Les circonscriptions électorales seront les quatre provinces de Barcelone, Gérone, Lérida et Tarragone. Le Parlement de Catalogne sera composé par 135 députés, desquels la circonscription de Barcelone élira un député pour 50 000 habitants, avec au plus 85 députés. Les circonscriptions de Gérone, Lérida et Tarragone éliront au moins six députés, plus un par tranche de 40 000 habitants, obtenant respectivement 17, 15 et 18 députés. »,.
Les bulletins blancs sont considérés comme des suffrages valides, entrant ainsi en ligne de compte dans la détermination des listes ayant franchi le seuil électoral. En revanche, ils ne sont pas considérés comme des suffrages exprimés et ne sont donc pas pris en compte pour la répartition des sièges.

### Présentation des candidatures
Peuvent présenter des candidatures
- les partis ou fédérations politiques enregistrées auprès du registre des partis politiques du ministère de l'Intérieur ;
- les coalitions électorales de ces mêmes partis ou fédérations dûment constituées et inscrites auprès de la commission électorale au plus tard 10 jours après la convocation du scrutin ;
- et les regroupements d'électeurs bénéficiant du parrainage d'au moins 1 % des inscrits de la circonscription.

### Répartition des sièges
Seules les listes ayant recueilli au moins 3 % des suffrages valides — incluant les bulletins blancs — peuvent participer à la répartition des sièges à pourvoir dans une circonscription, qui s'organise en suivant différentes étapes : 
- les listes sont classées en une colonne par ordre décroissant du nombre de suffrages obtenus ;
- les suffrages de chaque liste sont divisés par 1, 2, 3... jusqu'au nombre de députés à élire afin de former un tableau ;
- les mandats sont attribués selon l'ordre décroissant des quotients ainsi obtenus[25].

Lorsque deux listes obtiennent un même quotient, le siège est attribué à celle qui a le plus grand nombre total de voix ; lorsque deux candidatures ont exactement le même nombre total de voix, l'égalité est résolue par tirage au sort et les suivantes de manière alternative.

## Campagne

### Principales forces politiques
| Force politique | Force politique | Force politique | Chef de file                               | Idéologie                                                                     | Résultats en 2006          |
| --------------- | --- | --------------- | ------------------------------------------ | ----------------------------------------------------------------------------- | -------------------------- |
|                 | Convergence et Union Convergència i Unió                                                                                      | CiU             | Artur Mas                                  | Centre droit Libéralisme, démocratie chrétienne, catalanisme                  | 31,5 % des voix 48 députés |
|                 | Parti des socialistes de Catalogne Partit dels Socialistes de Catalunya                                                       | PSC             | José Montilla (Président de la Généralité) | Centre gauche Social-démocratie, progressisme, catalanisme                    | 26,8 % des voix 37 députés |
|                 | Gauche républicaine de Catalogne Esquerra Republicana de Catalunya                                                            | ERC             | Joan Puigcercós (ca)                       | Gauche Socialisme démocratique, républicanisme, indépendantisme               | 14,0 % des voix 21 députés |
|                 | Parti populaire Partit Popular                                                                                                | PP              | Alicia Sánchez-Camacho                     | Centre droit à droite Libéral-conservatisme, démocratie chrétienne, unionisme | 10,7 % des voix 14 députés |
|                 | Initiative pour la Catalogne Verts - Gauche unie et alternative Iniciativa per Catalunya Verds - Esquerra Unida i Alternativa | ICV-EUiA        | Joan Herrera                               | Gauche Écosocialisme, républicanisme, catalanisme                             | 9,5 % des voix 12 députés  |
|                 | Ciutadans Citoyens | Cs              | Albert Rivera                              | Centre Social-libéralisme, réformisme, unionisme                              | 3,0 % des voix 3 députés   |
|                 | Solidarité catalane pour l'indépendance Solidaritat Catalana per la Independència                                             | SI              | Joan Laporta                               | Centre Indépendantisme                                                        | Inexistant                 |

## Résultats

### Participation
| Taux de participation | En 2006 | En 2010 | Différence |
| --------------------- | ------- | ------- | ---------- |
| à 13 heures           | 25,49 % | 24,79 % | 0,7        |
| à 18 heures           | 45,30 % | 48,39 % | 3,09       |
| à 20 heures           | 57,21 % | 60,28 % | 3,07       |
| final                 | 56,04 % | 58,78 % | 2,74       |

### Total régional
| Représentation en hémicycle sur un axe gauche-droite du résultat. |                                                                            |           |       |      |        |               |
| Partis                                                            | Partis                                                                     | Voix      | %     | +/-  | Sièges | +/-           |
|                                                                   | Convergence et Union (CiU)                                                 | 1 202 830 | 38,43 | 6,91 | 62     | 14            |
|                                                                   | Parti des socialistes de Catalogne (PSC)                                   | 575 233   | 18,38 | 8,44 | 28     | 9             |
|                                                                   | Parti populaire (PP)                                                       | 387 066   | 12,37 | 1,72 | 18     | 4             |
|                                                                   | Initiative pour la Catalogne Verts - Gauche unie et alternative (ICV-EUiA) | 230 824   | 7,37  | 2,15 | 10     | 2             |
|                                                                   | Gauche républicaine de Catalogne (ERC)                                     | 219 173   | 7,00  | 7,03 | 10     | 11            |
|                                                                   | Ciutadans (Cs)                                                             | 106 154   | 3,39  | 0,36 | 3      | en stagnation |
|                                                                   | Solidarité catalane pour l'indépendance (SI)                               | 102 921   | 3,29  | Nv   | 4      | 4             |
|                                                                   | Plateforme pour la Catalogne (PxC)                                         | 75 134    | 2,40  | Abs  | 0      | en stagnation |
|                                                                   | Regroupement indépendantiste (RI)                                          | 39 834    | 1,27  | Nv   | 0      | en stagnation |
|                                                                   | Sièges en blanc (ca)-Citoyens en blanc (ca) (EB-CenB)                      | 18 679    | 0,60  | 0,58 | 0      | en stagnation |
|                                                                   | Les Verts - Groupe vert européen (EV-GVE) (ca)                             | 15 784    | 0,50  | 0,10 | 0      | en stagnation |
|                                                                   | Autres listes                                                              | 65 013    | 2,08  | –    | 0      | en stagnation |
|                                                                   | Blanc                                                                      | 91 631    | 2,93  | 0,90 |        |               |
|                                                                   |                                                                            |           |       |      |        |               |
| Votes valides                                                     | Votes valides                                                              | 3 130 276 | 99,29 |      |        |               |
| Votes nuls                                                        | Votes nuls                                                                 | 22 354    | 0,71  |      |        |               |
| Total                                                             | Total                                                                      | 3 152 630 | 100   | –    | 135    | en stagnation |
| Abstentions                                                       | Abstentions                                                                | 2 211 058 | 41,22 |      |        |               |
| Inscrits / Participation                                          | Inscrits / Participation                                                   | 5 321 274 | 58,78 |      |        |               |

### Par circonscription
| Circonscription | Circonscription | Barcelone | Barcelone | Barcelone | Barcelone     | Gérone  | Gérone  | Gérone | Gérone        | Lérida  | Lérida  | Lérida | Lérida        | Tarragone | Tarragone | Tarragone | Tarragone     |
| --------------- | --------------- | --------- | --------- | --------- | ------------- | ------- | ------- | ------ | ------------- | ------- | ------- | ------ | ------------- | --------- | --------- | --------- | ------------- |
|                 |                 |           |           |           |               |         |         |        |               |         |         |        |               |           |           |           |               |
| Sièges          | Sièges          | 85        | 85        | 85        | en stagnation | 17      | 17      | 17     | en stagnation | 15      | 15      | 15     | en stagnation | 18        | 18        | 18        | en stagnation |
|                 |                 |           |           |           |               |         |         |        |               |         |         |        |               |           |           |           |               |
|                 |                 | Nombre    | Nombre    | %         | %             | Nombre  | Nombre  | %      | %             | Nombre  | Nombre  | %      | %             | Nombre    | Nombre    | %         | %             |
| Inscrits        | Inscrits        | 4 003 751 | 4 003 751 | 100,00    | 100,00        | 496 421 | 496 421 | 100,00 | 100,00        | 312 605 | 312 605 | 100,00 | 100,00        | 550 911   | 550 911   | 100,00    | 100,00        |
| Abstentions     | Abstentions     | 1 646 488 | 1 646 488 | 41,12     | 41,12         | 201 095 | 201 095 | 40,51  | 40,51         | 125 446 | 125 446 | 40,13  | 40,13         | 238 029   | 238 029   | 43,21     | 43,21         |
| Votants         | Votants         | 2 357 263 | 2 357 263 | 58,88     | 58,88         | 295 326 | 295 326 | 59,49  | 59,49         | 187 159 | 187 159 | 59,87  | 59,87         | 312 882   | 312 882   | 56,79     | 56,79         |
| Nuls            | Nuls            | 14 857    | 14 857    | 0,63      | 0,63          | 2 790   | 2 790   | 0,94   | 0,94          | 1 665   | 1 665   | 0,89   | 0,89          | 3 042     | 3 042     | 0,97      | 0,97          |
| Exprimés        | Exprimés        | 2 342 406 | 2 342 406 | 99,37     | 99,37         | 292 536 | 292 536 | 99,06  | 99,06         | 185 494 | 185 494 | 99,11  | 99,11         | 309 840   | 309 840   | 99,03     | 99,03         |
|                 |                 |           |           |           |               |         |         |        |               |         |         |        |               |           |           |           |               |
| Partis          | Partis          | Voix      | %         | Sièges    | +/−           | Voix    | %       | Sièges | +/−           | Voix    | %       | Sièges | +/−           | Voix      | %         | Sièges    | +/−           |
|                 | CiU             | 862 010   | 36,80     | 35        | 8             | 131 932 | 45,10   | 9      | 2             | 87 052  | 46,93   | 9      | 2             | 121 836   | 39,32     | 9         | 2             |
|                 | PSC             | 449 549   | 19,19     | 18        | 7             | 41 742  | 14,27   | 3      | 1             | 27 461  | 14,80   | 3      | en stagnation | 56 481    | 18,23     | 4         | 1             |
|                 | PP              | 301 440   | 12,87     | 12        | 2             | 25 248  | 8,63    | 1      | en stagnation | 18 960  | 10,22   | 2      | 1             | 41 418    | 13,37     | 3         | 1             |
|                 | ICV-EUiA        | 193 545   | 8,26      | 8         | 1             | 14 109  | 4,82    | 1      | en stagnation | 7 423   | 4,00    | 0      | 1             | 15 747    | 5,08      | 1         | en stagnation |
|                 | ERC             | 148 973   | 6,36      | 6         | 5             | 26 879  | 9,19    | 2      | 2             | 16 966  | 9,15    | 1      | 2             | 26 355    | 8,51      | 1         | 2             |
|                 | Cs              | 89 990    | 3,84      | 3         | en stagnation | 4 954   | 1,69    | 0      | en stagnation | 2 757   | 1,49    | 0      | en stagnation | 8 453     | 2,73      | 0         | en stagnation |
|                 | SI              | 72 693    | 3,10      | 3         | 3             | 13 889  | 4,75    | 1      | 1             | 5 758   | 3,10    | 0      | en stagnation | 10 581    | 3,41      | 0         | en stagnation |
|                 | PxC             | 57 381    | 2,45      | 0         | en stagnation | 6 441   | 2,20    | 0      | en stagnation | 3 295   | 1,78    | 0      | en stagnation | 8 017     | 2,59      | 0         | en stagnation |
|                 | RI              | 23 185    | 0,99      | 0         | en stagnation | 9 557   | 3,27    | 0      | en stagnation | 4 205   | 2,27    | 0      | en stagnation | 2 887     | 0,93      | 0         | en stagnation |
|                 | Autres          | 75 399    | 3,22      |           |               | 9 346   | 3,19    |        |               | 5 052   | 2,72    |        |               | 9 679     | 3,12      |           |               |
|                 | Blanc           | 68 241    | 2,91      | 8 439     | 2,88          | 6 565   | 3,54    | 8 386  | 2,71          |         |         |        |               |           |           |           |               |

## Analyse
Les résultats montrent une claire victoire de Convergence et Union, qui manque de seulement six sièges la majorité absolue mais devance de 14 députés la majorité sortante. Le Parti des socialistes de Catalogne réalise pour sa part le plus mauvais score de son histoire, ne parvenant pas à capitaliser sur la modération de son discours catalaniste ou la promesse de son chef de file José Montilla de ne pas chercher un hypothétique troisième mandat à la présidence de la Généralité. À l'inverse, le Parti populaire obtient son meilleur résultat historique en reprenant la troisième place des forces politiques et en dépassant d'un siège sa plus importante représentation parlementaire, obtenue en 1995. Inversement, la Gauche républicaine de Catalogne paie sept années de participation gouvernementale en abandonnant la moitié de son groupe. De son côté, l'Initiative pour la Catalogne Verts - Gauche unie et alternative apparaît comme la seule survivante du Tripartito en ne perdant que deux mandats de député. Avec quatre élus, la Solidarité catalane pour l'indépendance devance d'un siège Ciutadans, mais ce dernier prend le meilleur score en termes de suffrages exprimés. Parmi les petites formations exclues de l'assemblée, seule la Plateforme pour la Catalogne, classée à l'extrême droite, manque de peu son intégration à l'hémicycle. Au total, sept forces politiques sont représentées au Parlement, un record depuis l'accession à l'autonomie 30 ans auparavant.

## Suites

### Conséquences politiques
Au soir du scrutin, José Montilla annonce qu'il n'a pas l'intention d'être de nouveau candidat au poste de premier secrétaire du PSC lors du prochain congrès du parti, le conseiller à l'Économie et aux Finances Antoni Castells (ca) étant alors perçu comme un potentiel successeur. C'est finalement le maire de Terrassa Pere Navarro qui est élu à sa succession en décembre 2011. Le lendemain des élections parlementaires, le président sortant de la Généralité déclare qu'il refusera de prendre possession de son mandat de parlementaire, la commission exécutive confiant à Joaquim Nadal et non à la numéro deux de liste de Barcelone Montserrat Tura (ca) le rôle de chef de l'opposition.
Ce même 29 novembre, le président de la Gauche républicaine Joan Puigcercós (ca) déclare qu'il remet son poste à la disposition du conseil national, où ses soutiens sont majoritaires. Il n'avait initialement prévu aucune remise en question personnelle mais a dû céder sous la pression d'une partie de la direction d'ERC. Lors de la séance du 18 décembre, le conseil national maintient le président du parti dans ses fonctions avec 80 % des suffrages exprimés, mais ce dernier indique — à l'instar de José Montilla — qu'il ne cherchera pas à être réélu lors du prochain congrès. C'est le maire de Sant Vicenç dels Horts et député européen Oriol Junqueras qui prend sa succession en septembre 2011.

### Formation du gouvernement
Le 16 décembre, la députée de CiU Núria de Gispert est élue présidente du Parlement par 77 voix grâce à un accord entre son propre groupe, le Parti socialiste, le Parti populaire et Ciutadans. Après avoir mené des consultations avec les représentants des différents partis, elle propose formellement le 17 décembre la candidature du chef de file électoral de CiU Artur Mas à l'investiture parlementaire, fixant le début du débat de politique générale au 20 décembre et le vote de confiance au lendemain.
Lors du vote du 21 décembre, le candidat à la présidence du gouvernement catalan est toutefois repoussé par les députés, puisqu'il n'obtient que 62 voix favorables face à 73 oppositions ; un second tour de scrutin est alors prévu 48 heures plus tard, et en cas de nouvel échec, un délai de deux mois s'enclenchera à compter du premier vote et conduisant à la dissolution du Parlement en l'absence d'une investiture réussie. Dès le lendemain de cet échec, Convergence et Union et le Parti socialiste signent un pacte d'investiture qui permet l'abstention des députés du PSC en échange de certains engagements de la part de CiU.
Le 23 décembre, Artur Mas est ainsi investi président de la généralité de Catalogne par 62 voix pour, 45 contre et 28 abstentions. Il est assermenté quatre jours plus tard au palais de la Généralité.